# 泗桥乡
泗桥乡，是中华人民共和国福建省宁德市周宁县下辖的一个乡镇级行政单位。

## 行政区划
泗桥乡下辖以下地区：
泗桥村、赤岩村、洋尾弄村、周墩村、下西坑村、红阳村、坂坑村、下楼村、硋窑村、常洋村、杨厝边村和溪口村。